# 엑상프로방스 정치 대학
엑상프로방스 정치 대학(프랑스어: Institut d'Études Politiques d'Aix-en-Provence, Sciences-Po Aix)은 프랑스 남부 엑상프로방스의 사회 과학계를 대표하는 그랑제콜(Grande École)이다. 학장은 국제 통화 기금 전무 이사 크리스틴 라가르드이다. 학생은 1.850명 정도이다. 1956년 창설되었다.

## 역사
1969년 1월 18일 법령에 의해 현재의 명칭이되었다. 2007년 모나코의 성직자 인 장 폴 프루스트 대신 필립 세귄이 학장에 선출되었다. 2010년 4월 세귄이 급사했기 때문에 같은 해 7월에 본교 졸업생이기도 한 크리스틴 라가르드가 학장으로 선출되었다.

## 현재
매년 바칼로레아를 통해 200명 정도의 학생이 입학. 교육은 5년이 소요된다. 3학년은 교환 학생 또는 해외 인턴쉽이 필요하다. 4학년에서 다음의 6가지로 구분된다.
- Services publics (공공 서비스, 고급 공무원 시험 준비 센터)
- Relations européennes et internationales (유럽 · 국제 관계)
- Entreprise (기업 연구)
- Culture et société (문화 · 사회 과학)
- Politiques comparées (비교 정치학)
- Information et communication (홍보 · 통신)